# Maurice Far Eckhard
Maurice Far Eckhard Tió (Barcelona, 26 de julio de 1983) es un deportista español que compite en ciclismo adaptado en las modalidades de ruta y pista. Ganó una medalla de bronce en los Juegos Paralímpicos de Londres 2012 en la prueba de contrarreloj individual (clase C2).

## Palmarés internacional
| Juegos Paralímpicos | Juegos Paralímpicos   | Juegos Paralímpicos | Juegos Paralímpicos |
| Año                 | Lugar                 | Medalla             | Prueba              |
| ------------------- | --------------------- | ------------------- | ------------------- |
| 2012                | Londres (Reino Unido) | Medalla de bronce   | Contrarreloj C2     |